# Otto Soglow
Otto Soglow, né le 23 décembre 1900 à New York et mort le 3 avril 1975 dans la même ville est un auteur de bande dessinée américain.
Il est connu pour sa série Le Petit Roi, une bande dessinée muette au graphisme sobre et géométrique publiée dans la presse américaine de 9 septembre 1934 jusqu'à son décès quarante ans plus tard. Il fait aussi l’objet de plusieurs dessins animés par le même auteur dans les années 1933-34. Le Petit Roi montre un souverain petit et rond (comme Otto Soglow l'était lui-même) perdu au milieu d'un monde de grands gaillards aux pectoraux gonflés qu'il voit en contre-plongée.

## Prix et récompenses
- 1967 : Prix Reuben pour Le Petit Roi
- 1972 : Té d'argent de la National Cartoonists Society